# Jesper Petersen
Pour les articles homonymes, voir Petersen.
Jesper Petersen, né le 25 août 1981 à Haderslev (Danemark), est un homme politique danois, membre de la Social-démocratie (SD).

## Biographie
Jesper Petersen est diplômé en sciences politiques de l'université de Copenhague en 2007.
Il rejoint le mouvement de jeunesse du Parti populaire socialiste en 1997 et en est le président de 2004 à 2006. Il est candidat pour le parti aux élections législatives de 2001 et de 2005, sans parvenir à décrocher de siège,.
Il est élu député au Folketing pour la première fois lors des élections législatives anticipées de 2007. Il est réélu pour un second mandat lors des élections législatives de 2011 qui marquent la victoire du bloc de gauche. Après le scrutin, le Parti populaire socialiste rentre pour la première fois dans un gouvernement, celui de Helle Thorning-Schmidt, et il est pressenti pour devenir ministre de la Fiscalité, mais le président du parti Villy Søvndal lui préfère Thor Möger Pedersen. Il devient alors le porte-parole politique de son groupe parlementaire.
En septembre 2012, il apporte formellement son soutien à la ministre de la Santé Astrid Krag, candidate de l'aile modérée au congrès du Parti populaire socialiste du 13 octobre. Cette dernière est finalement largement battue par la députée Annette Vilhelmsen, figure de l'aile gauche du mouvement, ouvrant une période de tensions avec les élus plus modérés. En mars 2013, il annonce quitter le parti et rejoindre les sociaux-démocrates. Il devient alors le porte-parole social-démocrate sur les questions financières.
Il est réélu pour un troisième mandat, cette fois sous l'étiquette sociale-démocrate, lors des élections législatives de 2015. Durant la législature, il est porte-parole de son groupe sur les questions fiscales.
Il est réélu lors des élections législatives de 2019, à l'issue desquelles la social-démocrate Mette Frederiksen devient Première ministre. Il n'est toutefois pas nommé dans son gouvernement le 27 juin, et devient le porte-parole politique de son groupe parlementaire.
Il fait finalement son entrée au gouvernement le 16 août 2021, quand il est nommé ministre de l'Enseignement supérieur et de la Science à la faveur d'un remaniement ministériel dans le gouvernement.
Il est réélu pour un cinquième mandat lors des élections législatives de 2022. Il ne fait pas partie du nouveau gouvernement formé par Mette Frederiksen après le scrutin, et devient porte-parole de son groupe sur les questions de politique étrangère et de développement international. En septembre 2024, après un remaniement ministériel qui bouleverse la répartition des rôles au sein de son parti, il devient porte-parole sur les questions de climat et d'énergie.